# 皮奥伊州贝拉维斯塔
皮奥伊州贝拉维斯塔（葡萄牙語：Bela Vista do Piauí）是巴西皮奥伊州的一个市镇。总面积312.361平方公里，总人口3346人，人口密度10.7人/平方公里。